# Rolf Rendtorff
Rolf Rendtorff (10. května 1925, Preetz – 1. dubna 2014) byl německý evangelický teolog, jenž po mnoho let působil na Univerzitě Ruprechta-Karla v Heidelbergu. Tři roky byl rovněž rektorem této univerzity.

## Život
Během druhé světové války sloužil Rendtorff v letech 1942–1945 u válečného námořnictva. Po válce v letech 1945–1950 studoval evangelickou teologii v Kielu, Göttingenu a Heidelbergu. Habilitoval se pro Starý zákon. Roku 1958 se stal profesorem Starého zákona na Církevní vysoké škole v Berlíně a zde v letech 1962-1963 zastával pozici rektora. Roku 1963 se stal profesorem starozákonní teologie na heidelberské univerzitě a v letech 1964–1965 byl děkanem teologické fakulty. V letech 1970–1972 pak vykonával funkci rektora této univerzity. Rendtorff se aktivně angažoval v židovsko-křesťanském dialogu.